# مهدی نامدار
مهدی نامدار (۱۳۴۸–۱۲۸۰ خورشیدی) ارتشی، دکتر داروساز و استاد دانشگاه و شهردار تهران در دولت حاجعلی رزم‌آرا و حسین علا از تیر ۱۳۲۹ تا فروردین ۱۳۳۰ بود.
نامدار دارای درجه دکترای داروسازی از فرانسه بود و در ارتش خدمت می‌کرد و در آنجا تا درجه سرهنگی ارتقا یافت.
وی خود را از ارتش به دانشگاه تهران انتقال داده و تا درجه استادی دانشگاه تهران ارتقا یافت و مدتی نیز ریاست دانشکده داروسازی دانشگاه تهران را بر عهد گرفت. وی همچنین به ریاست دانشگاه اصفهان هم انتخاب شد.
وی در دوره نخست‌وزیری رزم‌آرا به که همکلاسی وی در فرانسه بود به شهرداری تهران رسید و با خواهر زاده منوچهر اقبال ازدواج کرد. وی در حفر چاه برای آبیاری درختان و فضای سبز و همچنین درختکاری خیابان‌های تهران کوشا بود. او در سن ۷۳ سالگی در اثر تصادف اتوموبیل درگذشت.